# Anja Conzett
Anja Conzett (* 1988 in Schiers) ist eine Schweizer Journalistin und Autorin.

## Leben
Conzett wuchs in Schiers im Prättigau auf, ihr Vater arbeitete als Bäcker und Missionar. Sie begann ein Germanistik-Studium in Zürich, ehe sie sich entschloss, ein Praktikum in einem Schlachthaus zu machen, was ihr späteres Interesse an Milieustudien prägte. Von 2010 bis 2013 studierte sie an der Schule für Angewandte Linguistik (SAL) in Zürich Journalismus.
Von 2012 bis 2015 war Conzett Praktikantin, Kolumnistin und später Redaktorin bei der Zeitung Südostschweiz. Danach arbeitete sie als freie Autorin für Hochparterre und Schweizer Illustrierte. Ab 2018 gehörte sie zur Startredaktion des digitalen Magazins Republik.
Für ihre mehrteilige Recherche zum Bündner Baukartell und dem Schicksal von Whistleblower Adam Quadroni, der illegale Preisabsprachen in der Bündner Bauwirtschaft aufdeckte und von den Behörden ignoriert und schikaniert wurde, erhielt Conzett 2019 zusammen mit Gion-Mattias Durband den Schweizer Reporterpreis. Die Recherche führte zu erheblichen politischen Verwerfungen, mehreren Untersuchungen – darunter erstmals in der Geschichte des Kantons Graubünden zu einer parlamentarischen Untersuchungskommission (PUK) – sowie personellen Konsequenzen bei der Polizei. Die Baufirmen, die über Jahre illegale Preisabsprachen getroffen hatten, wurden von der Wettbewerbskommission (Weko) mit Millionenbussen belegt.
Zu ihren viel diskutierten Arbeiten gehört auch die USA-Serie Race, Class, Guns and God, die Conzett 2018 zusammen mit Co-Autorin Yvonne Kunz für die Republik verfasste. 2020 wurde sie für ihr Porträt von SVP-Nationalrat Alfred Heer für den Swiss Press Award nominiert.
Im Mai 2022 teilte Conzett mit, dass sie die Festanstellung bei der Republik aufgebe. Aktuell studiert sie Rechtswissenschaften an der Universität Bern und arbeitet gleichzeitig bei «Das Magazin».

## Preise
- 2015: Kulturförderpreis vom Kanton Graubünden[18]
- 2018: ProLitteris-Preis für Journalismus[19]
- 2019: Schweizer Reporterpreis, zusammen mit Gion-Mattias Durband[20]

## Veröffentlichungen
- Peter ohne Pan. «Südostschweiz»-Kolumnen von Anja Conzett. Südostschweiz Buchverlag, Chur 2013, ISBN 978-3-906064-19-2.
- Lohndumping. Eine Spurenuche auf dem Bau. Rotpunktverlag, Zürich 2016, ISBN 978-3-85869-690-8
- Mutterland. In: Rita Jost, Heidi Kronenberg (Hrsg.), Gruss aus der Küche. Texte zum Frauenstimmrecht. Rotpunktverlag, Zürich 2020, ISBN 978-3-85869-887-2, S. 111–119.